# IC 2086
IC 2086 — галактика типу E (еліптична галактика) у сузір'ї Золота Риба.
Цей об'єкт міститься в оригінальній редакції індексного каталогу.